# Ladislav Brožek
Ladislav Brožek, né en 1952, est un astronome slovaque.
D'après le Centre des planètes mineures, il découvrit vingt-trois astéroïdes entre 1979 et 1982 à l'observatoire Kleť.

## Astéroïdes découverts
| (2288) Karolinum       | 19 octobre 1979  |
| (2613) Plzeň           | 30 août 1979     |
| (2622) Bolzano         | 9 février 1981   |
| (2696) Magion          | 16 avril 1980    |
| (3102) Krok            | 21 août 1981     |
| (3386) Klementinum     | 16 mars 1980     |
| (3419) Guth            | 8 mai 1981       |
| (3423) Slouka          | 9 février 1981   |
| (3424) Nušl            | 14 février 1982  |
| (3603) Gajdušek        | 5 septembre 1981 |
| (3834) Zappafrank      | 11 mai 1980      |
| (4023) Jarník          | 25 octobre 1981  |
| (4146) Rudolfinum      | 16 février 1982  |
| (4190) Kvasnica        | 11 mai 1980      |
| (4369) Seifert         | 30 juillet 1982  |
| (5221) Fabribudweis    | 16 mars 1980     |
| (5417) Solovaya        | 24 août 1981     |
| (6076) Plavec          | 14 février 1980  |
| (6765) Fibonacci       | 20 janvier 1982  |
| (7739) Čech            | 14 février 1982  |
| (10035) Davidgheesling | 16 février 1982  |
| (16393) 1981 QS        | 24 août 1981     |
| (27675) Paulmaley      | 2 février 1981   |